# Symba Smith
Pour les articles homonymes, voir Smith.
Symba Smith est une actrice américaine née le 6 juillet 1970 à Gulfport, Mississippi (États-Unis).

## Filmographie
- 1993 : Last Action Hero de  John McTiernan : Model
- 1994 : Y a-t-il un flic pour sauver Hollywood ? (Naked Gun 33 1/3: The Final Insult) : Oscar Guest in Birdcage Skirt
- 1994 : Le Flic de Beverly Hills 3 (Beverly Hills Cop III) : Annihilator Girl
- 1996 : Once You Meet a Stranger (TV) : Foxy Friend
- 1997 : L.A. Confidential de Curtis Hanson : Karen, Jack's Dancing Partner
- 1997 : The Underground : Reporter
- 2005 : Pissed : Francis